# R35戦車独立中隊
R35戦車独立中隊（エル35せんしゃどくりつちゅうたいポーランド語:Samodzielna Kompania Czołgów R35）は、9月戦役時に編成されたポーランド第二共和国の陸軍戦車中隊である。

## 概要
中隊は、1939年9月14日から15日にかけてキヴェルツェにて、第12装甲大隊とワルシャワから撤退してきた第1予備装甲兵科本部の残存兵力から編成された。中隊指揮官には、半中隊の名の由来となるユゼフ・ヤクボヴィチ陸軍中尉が就任した。
中隊の装備としては、第12装甲大隊の保有した4 輛のルノー R35戦車のうちの2 輛と、装甲部隊技術調査室（BBT Br.Panc）の保有した3 輛のR35とオチキス H35戦車がリストに載っている。ウツクから来た残りの2 輛のR35は、使用に耐えない状態であった。これらの戦車から2 小隊が編成された。乗員は、モドリン要塞の装甲兵科技術センターの士官学校生徒に割り当てられた。その上、4 輛の乗用車と5 輛の貨物自動車、散水車から改造した燃料タンク車を1 輛、加えて3 輛のオートバイを装備する技術管理分隊が組織された。
9月16日、中隊はステファン・シュチュシェミェンスキ陸軍少将率いる「ドゥブノ」戦闘団へ編入された。9月17日から19日にかけて、中隊はホロフフからラヂェフフを経由してブスクへ移動した。9月19日、槍騎兵部隊とともにクラスネ付近でウクライナ民族主義者を掃討した。翌日には、森の近くで赤軍機甲部隊と交戦した。その戦闘の中で、1 輛の戦車が破壊され、乗員が戦死した。別の戦車は部品の消耗と交換部品の不足のため、焼却された。
9月22日には、中隊はナチス・ドイツ軍によって攻め落とされたポルスキェ・ワヌィ近くの丘で、「クラクフ」大隊射撃中隊の攻撃を支援した。その日、カミョンカ・ストルミウォヴァではドイツ軍の攻撃を撃退した。戦闘の中で、部隊は第40軽砲連隊第4砲兵中隊を救出し、敵戦車1 輛を撃破、2 輛を無力化した。一方、自軍は戦車1 輛を喪失した。
9月23日には、中隊は「ドゥブノ」戦闘団砲兵隊のモスティ・ヴィェルキェへの大移動を援護した。モスティから部隊はベウス、ウフノヴォ、ティショフツェを通ってグラブフまで移動した。グラブフでは、最後から2番目の戦車を放棄せざるを得なかった。翌日、最後の戦車も故障し、放棄を余儀なくされた。9月29日、フィリプフカにて中隊は解散した。

## 構成員
- 中隊長 - ユゼフ・ヤクボヴィチ陸軍中尉、防衛部隊第1装甲兵科出身
- 指揮官代行 - ヴィクトル・ルィフテル予備技術中尉
- 小隊長 - ミェチスワフ・スタロルィピンスキ予備技術少尉
- 小隊長 - ズビグニェフ・ピャセツキ軍曹勤務士官候補生
- 戦車車長 - ヴィトルト・ピェトラシェフスキ軍曹勤務士官候補生
- 戦車車長 - イェジ・ブブレウィ軍曹勤務士官候補生（9月22日戦死）
- 戦車操縦手 - ヴィェスワフ・ロフン軍曹勤務士官候補生（9月22日負傷）
- 戦車車長 - S・グウォヴァツキ軍曹
- 技術管理分隊長 - 不明

## 保有戦車
1. 9月20日、赤軍によって破壊。
2. 9月20日、赤軍との戦闘後、乗員によって焼却処分。
3. 9月22日、ドイツ軍によって破壊。
4. 9月24日、乗員によって焼却処分。
5. 9月25日、乗員によって破壊。